# Джоел Ворд
Джоел Рендал Ворд (англ. Joel Randal Ward; 2 грудня 1980, м. Торонто, Канада) — канадський хокеїст, правий нападник.
Виступав за «Оуен-Саунд Плейтерс/Аттак» (ОХЛ), «Х'юстон Аерос» (АХЛ), «Міннесота Вайлд», «Нашвілл Предаторс», «Вашингтон Кепіталс», «Сан-Хосе Шаркс».
За ігрову кар'єру провів в чемпіонатах НХЛ — 726 матчів (133+171), у турнірах Кубка Стенлі — 83 матчі (22+30).
У складі національної збірної Канади учасник чемпіонату світу 2014 (8 матчів, 6+3). 